# Cystodictya carbonaria
Cystodictya carbonaria är en mossdjursart som först beskrevs av Meek 1871.  Cystodictya carbonaria ingår i släktet Cystodictya och familjen Cystodictyonidae. Inga underarter finns listade i Catalogue of Life.